# Stichillus montivolans
Stichillus montivolans är en tvåvingeart som beskrevs av Rudolf Beyer 1958. Stichillus montivolans ingår i släktet Stichillus och familjen puckelflugor.
Artens utbredningsområde är Myanmar. Inga underarter finns listade i Catalogue of Life.